# Ascorhynchus armatus
Ascorhynchus armatus is een zeespin uit de familie Ascorhynchidae. De soort behoort tot het geslacht Ascorhynchus. Ascorhynchus armatus werd in 1881 voor het eerst wetenschappelijk beschreven door Wilson. 